# Wilhelm Zauner
Wilhelm Zauner (* 13. April 1929 in Windischgarsten; † 24. Mai 2015 in Linz) war ein österreichischer römisch-katholischer Theologe.

## Leben
1970 wurde er als Professor für Pastoraltheologie an die Katholische Privat-Universität Linz berufen. Er wurde zum ersten Rektor der damaligen Katholisch-Theologischen Hochschule Linz (1979–1980) bestellt. Zugleich lehrte er ab 1977 an der PTH St. Gabriel in Mödling.

## Auszeichnungen und Ehrungen
- Johannes-Kepler-Universität: 1989 Ehrenbürger
- Kaplan Seiner Heiligkeit (1982)
- Ehrenprälat Seiner Heiligkeit (1992)
- Oberösterreich: Landeskulturpreis für Theologie 1998
- Goldenes Ehrenzeichen des Landes Oberösterreich 1999

## Schriften (Auswahl)
- mit Martin Tschurtschenthaler: Empor das Herz. Die heilige Messe den Kindern fürs Leben erklärt. Tyrolia-Verlag, Innsbruck/Wien/München 1961, OCLC 73612976.
  - mit Martin Tschurtschenthaler: Empor das Herz. Die heilige Messe den Kindern fürs Leben erklärt. 2. Auflage, Tyrolia-Verlag, Innsbruck/Wien/München 1966, OCLC 73930733.
- als Herausgeber mit Helmut Erharter: Freiheit, Schuld, Vergebung. Österreichische Pastoraltagung, 28.–30. Dezember 1971. Herder, Wien 1972, ISBN 3-210-24424-3.
- als Herausgeber: Der Pfarrgemeinderat. Struktur, Spiritualität, Funktion, Organisation. Herder, Wien/Freiburg im Breisgau/Basel 1972, ISBN 3-210-24422-7.
- als Herausgeber mit Helmut Erharter: Alter, Altern, Altenpastoral. Österreichische Pastoraltagung, 27.–29. Dezember 1972. Herder, Wien 1973, ISBN 3-210-24444-8.
- mit Johannes Singer: Zeichen der Hoffnung. Sakramente und Sakramentalien (= ORF-Studienprogramm). Herder, Wien/Freiburg im Breisgau/Basel 1982, ISBN 3-210-24697-1.